# Teodor d'Ancira
Teodor d'Ancira, en llatí Theodorus, en grec antic Θεόδωρος, fou segons Fabricius un escriptor eclesiàstic romà d'Orient que diu que és esmentat als Catenae (comentaris sobre textos bíblics o evangèlics) dels Pares de l'Església sobre els Fets dels Apòstols. La similitud del nom fa pensar que probablement és un error i es refereix a Teodot, bisbe d'Ancira al segle v.